# Ross Harris
Ross Harris, né le 1er août 1945 à Christchurch, est un compositeur néo-zélandais,,,.

## Discographie
Trois disques sont parus sous étiquette Naxos :
- Symphonie no 4 « To the memory of Mahinārangi Tocker » ; Concerto pour violoncelle - Qin, Li-wei, violoncelle ; Robert Ashworth, alto ; Auckland Philharmonia Orchestra, dir. Garry Walker et Brett Dean (6-7 avril 2011 et 3 mai 2012, Naxos 8.573044) (OCLC 913861949)
- Symphonie no 5, Concerto pour violon* - Sally-Anne Russell, mezzo-soprano ; Ilya Gringolts, violon* ; Auckland Philharmonia Orchestra, dir. Eckehard Stier et Garry Walker* (14-15 août 2013, Naxos 8.573532) (OCLC 954257921)
- Symphonies no 2* et no 3 - Madeleine Pierard, soprano* ; Auckland Philharmonia Orchestra, dir. Marko Letonja (19 août 2010 et 14 août 2008, Naxos 8.572574) (OCLC 885053406)[5],[6],[7],[8]